# Scytalopus femoralis
Scytalopus femoralis е вид птица от семейство Rhinocryptidae.

## Разпространение
Видът е разпространен в Перу.